# Liste der denkmalgeschützten Objekte in Flattach
Die Liste der denkmalgeschützten Objekte in Flattach enthält die 4 denkmalgeschützten, unbeweglichen Objekte der Gemeinde Flattach.

## Denkmäler
| Foto |                 | Denkmal                                                                                 | Standort                          | Beschreibung | Metadaten |
| ---- | --------------- | --------------------------------------------------------------------------------------- | --------------------------------- | --- | --- |
| ja   | Datei hochladen | Pfarrhof HERIS-ID: 53681 Objekt-ID: 61688                                               | Flattach 3 Standort KG: Flattach  | Der Pfarrhof Flattach ist ein zweigeschoßiger, fünfachsiger Bau mit einem historistischen Fassadendekor. | BDA-Hist.: Q38057965 Status: § 2a Stand der BDA-Liste: 2025-06-30 Name: Pfarrhof GstNr.: .6                                                                           |
| ja   | Datei hochladen | Schutzengelkapelle HERIS-ID: 57777 Objekt-ID: 68074                                     | Flattach Standort KG: Flattach    | In der barocken Schutzengelkapelle im Flattacher Ortskern befindet sich eine Schnitzfigur eines Schutzengels. | BDA-Hist.: Q38078437 Status: § 2a Stand der BDA-Liste: 2025-06-30 Name: Schutzengelkapelle GstNr.: .26/2 Schutzengelkapelle, Flattach                                 |
| ja   | Datei hochladen | Kath. Pfarrkirche hl. Matthias mit ummauertem Friedhof HERIS-ID: 53680 Objekt-ID: 61687 | Flattach Standort KG: Flattach    | Die dem Heiligen Matthias geweihte Pfarrkirche wurde 1504 erstmals urkundlich erwähnt. Der einfache, im Kern gotische, Langhaus wurde 1746 erneuert und 1796 verlängert. Die Sakristei ist nördlich angebaut. 1794 wurde der Kirchturm errichtet, dessen Turmhelm 1957 verändert wurde. Das Langhaus ist einschiffig, dreiachsig sowie flachgedeckt. Der Chor weist einen 5/8-Schluss sowie eine Pilastergliederung auf, und ist mit einem Gratgewölbe überdeckt. Als Deckengemälde befinden sich im Chor die Himmelfahrt Christi sowie im Langhaus die Anbetung der Hirten (beide stammen aus dem späten 18. Jahrhundert). Der um 1840 geschaffene Hochaltar ist mit Opfergangsportalen sowie vorschwingenden Seitenteilen ausgestattet. Das mittlere, von Brandstätter stammende, Altarbild zeigt Christus und Maria Magdalena in einer romantischen Landschaft mit Säulenruinen. Die von einer Rokokofigur des Guten Hirten bekrönte Kanzel stammt aus dem 2. Viertel des 18. Jahrhunderts und wurde 1777 verändert. In ihrer Brüstung befinden sich Einlegearbeiten, welche die vier Evangelisten darstellen. Eine großfigurige Schutzengelgruppe stammt aus der ersten Hälfte des 19. Jahrhunderts. | BDA-Hist.: Q23907795 Status: § 2a Stand der BDA-Liste: 2025-06-30 Name: Kath. Pfarrkirche hl. Matthias mit ummauertem Friedhof GstNr.: .5/1, 8 Pfarrkirche Flattach   |
| ja   | Datei hochladen | Kath. Filialkirche Unsere Liebe Frau HERIS-ID: 53679 Objekt-ID: 61686                   | Außerfragant Standort KG: Fragant | Die Filialkirche Unsere Liebe Frau wurde 1862 von Josef Erwin Ritter von Lippert als erster strenghistoristischer Sakralbau Kärntens errichtet. Es handelt sich um einen neugotischen, sechseckigen Zentralbau mit einem quadratischen Vorjoch. Am Außenbau befinden sich schräg gestellte Strebepfeiler. Die Hauptfassade ist flächig gestaltet und mit einer steilen Giebelmauer (Vertikalstreben) versehen. Die Binnengliederung erfolgt durch Gruppenfenster. Der Innenraum ist von einem Kreuzrippengewölbe mit Rundstabrippen überdeckt. Der Altar aus der Bauzeit wurde nach einem Entwurf Lipperts errichtet. Der sich an der Nordwand befindende Paramentenkasten stammt aus dem Jahre 1862 und ist in den Seitennischen mit zwei spätbarocken Schnitzfiguren des 18. Jahrhunderts ausgestattet. | BDA-Hist.: Q38057950 Status: § 2a Stand der BDA-Liste: 2025-06-30 Name: Kath. Filialkirche Unsere Liebe Frau GstNr.: .34 Filialkirche Unsere Liebe Frau, Außerfragant |